# Erba
De Italiaanse stad Erba ligt in de Noord-Italiaanse provincie Como (regio Lombardije). Erba ligt op de grens van de Lombardische Vooralpen en de streek Brianza.

## Bezienswaardigheden

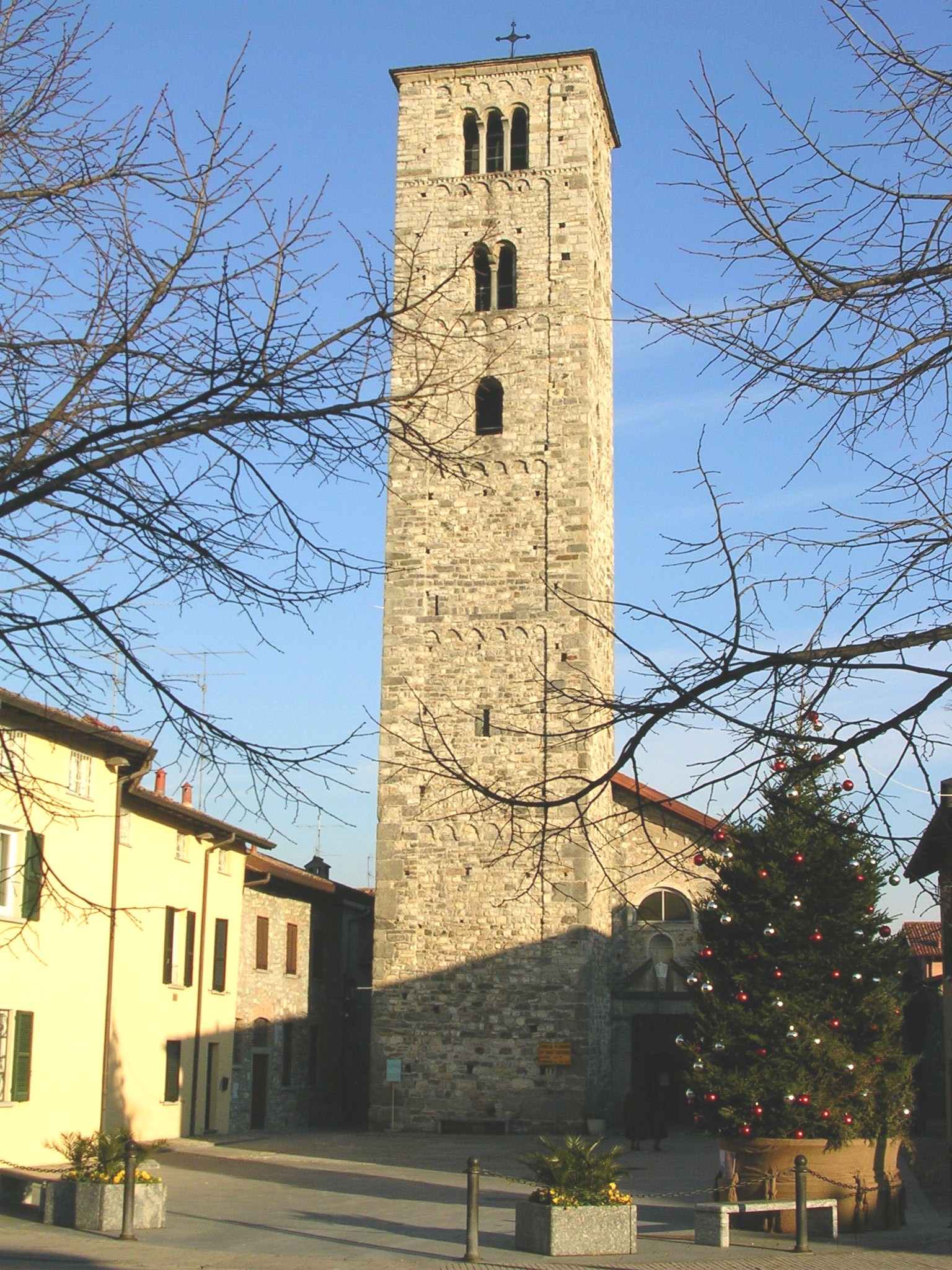
Kerk gewijd aan Eufemia.

De twee belangrijkste monumenten in het centrum van de stad zijn de kerk Santa Eufemia en de Villa Amalia.
Enkele kilometers ten noorden van de stad ligt de bijzondere grot Buco del Piomobo, waar veel prehistorische vondsten gedaan zijn. Ten zuiden van Erba liggen de meren Lago di Alserio en Lago Pussiano.

## Geboren
- Gianluca Tonetti (1967-2023), wielrenner
- Mauro Santambrogio (1984), wielrenner
- Davide Valsecchi (1987), coureur
- Matteo Spreafico (1993), wielrenner
- Davide Bartesaghi (2005), voetballer